# Evaluna Montaner
Pour les articles homonymes, voir Montaner (homonymie).
Evaluna Mercedes Reglero Rodríguez, dite Evaluna Montaner de Echeverry, est une actrice et chanteuse vénézuélienne, née le 7 août 1997 à Caracas.
Fille du chanteur Ricardo Montaner, elle est surtout connue pour le rôle de Melanie Esquivel dans la telenovela Grachi.

## Filmographie
- 2015 : En cavale (Hot Pursuit) d'Anne Fletcher : Teresa Cortez
- 2011-2012 : Grachi (telenovela) : Melanie Esquivel
- 2019 : Club 57 (telenovela) : Eva

## Discographie
- 2012 : La gloria de Dios (duo avec son père Ricardo Montaner, sur l'album Viajero frecuente de ce dernier)
- 2013 : Si existe (single)
- 2014 : Yo me salvé (single)
- 2014 : Wings (single ; version anglaise de Yo me salvé)
- 2016 : Gracia incomparable (single)
- 2018:Me Liberé(single)